# Linia kolejowa Oschersleben – Schöningen
Linia kolejowa Oschersleben – Schöningen – dawna niezelektryfikowana, jednotorowa i lokalna linia kolejowa w kraju związkowym Saksonia-Anhalt i Dolna Saksonia, w Niemczech. Linia łączyła Oschersleben (Bode) z Schöningen.